# الوارادو (ویرجینیا)
الوارادو، ویرجینیا (به انگلیسی: Alvarado, Virginia) یک منطقهٔ مسکونی در ایالات متحده آمریکا است که در ویرجینیا واقع شده‌است.